# Lanxangaphaenops
Lanxangaphaenops is een geslacht van kevers uit de familie van de loopkevers (Carabidae). De wetenschappelijke naam van het geslacht is voor het eerst geldig gepubliceerd in 2012 door Deuve.

## Soorten
Het geslacht Lanxangaphaenops is monotypisch en omvat slechts de volgende soort:
- Lanxangaphaenops louisi Deuve, 2012